# Києво-Могилянська академія (видавництво)
Видавничий дім «Києво-Могилянська академія» — видавництво, яке було засновано у 1996 році з метою видання наукової, науково-популярної і навчальної літератури для широких кіл читацької громадськості.

## Про видавництво
За час існування видавництва ним було видано понад 800 назв книжок, зокрема, з історії, філософії, мово- й літературознавства, економіки, права, соціології, природничих і точних наук. Видавничий дім «Києво-Могилянська академія» приділяє велику увагу публікації перекладної художньої, наукової та навчальної літератури (серед опублікованих книг є переклади з англійської, німецької, французької, польської мов). Окремі підручники й посібники унікальні за викладом предмета навчання, деякі не мають аналогів серед вітчизняних видань.
Видавництво популяризує здобутки українських та зарубіжних письменників, філософів, науковців (зокрема, викладачів НаУКМА), забезпечує методичною літературою інші вищі навчальні заклади. Особливе місце належить виданню творів знакових постатей української гуманітаристики: В'ячеслава Брюховецького, Івана Дзюби, Миколи Ільницького, Ігоря Качуровського, Ліни Костенко, Мирослава Поповича, Євгена Сверстюка, Юрія Шевельова та ін. Серед видань, появу яких було із зацікавленням сприйнято громадськістю, — серія збірників архівних документів «Більше не таємно» (т. 1-4, 2006—2010), публікація джерел з історії доби Івана Мазепи (серія «Джерела» у 2-х т., 2008—2009), серії «Бібліотека журналіста» та «Актуальні світові дискусії». Крім того, значну увагу читачів, як в Україні, так і за кордоном, привернула низка позасерійних видань — зокрема, матеріали Комісії Конгресу США «Великий голод в Україні 1932—1933 рр.», монографія лауреата Пулітцерівської премії Енн Епплбом «Історія ГУЛАГу», книжка професора Стенфордського університету (США) Нормана Наймарка «Геноциди Сталіна» та багато інших.
Втім, діяльність видавництва не обмежується співпрацею тільки з відомими та знаними у світі науковцями і письменниками, ВД «Києво-Миогилянська академія» також розпочав низку цікавих видавничих експериментів: активно підтримує талановитих молодих авторів, не цурається сучасної експериментальної прози, активно розширює жанровий видавничий діапазон, започаткувавши, наприклад, серію книжок для дітей.
Щороку на вітчизняних та міжнародних форумах видавництво здобуває престижні нагороди. До слова, на XIX Форумі видавців у Львові, що відбувся 2012 року, Видавничий дім «Києво-Могилянська академія» отримав нагороду саме за «первістка» дитячої серії — книгу Володимира Кобзаря «Буваличі».
Сьогодні діяльність Видавничого дому «Києво-Могилянська академія» зорієнтовано на світові галузеві тренди, перспективні напрямки розвитку, сучасні інноваційні технології та інструменти, відповідно до викликів інформаційного суспільства. Зокрема ведеться активна робота з оцифровування друкованих видань та стародруків, розробки нового інтерактивного порталу, створення мультимедійних видавничих продуктів тощо. Такий багатовекторний підхід згодом надасть видавництву можливість більш повно та різноманітно висвітлювати український цивілізаційний феномен у контексті світової науки, освіти та культури.
У 1993—1999 роках видавництво очолювала Лариса Копань.
З 2001 до 2011 його керівником була Віра Соловйова.